# Atlas (casa editrice)
Atlas (denominazione con cui è comunemente conosciuto l'Istituto Italiano Edizioni ATLAS) è una casa editrice italiana nata nel 1949. Dopo un primo periodo dove ha operato nell'editoria generale, si è specializzata nel settore scolastico. 
Con circa 2000 pubblicazioni, dal 1999 ha iniziato la produzione di materiali multimediali, tra cui una serie di CD-ROM di approfondimento dei testi scolastici.
Nel gennaio 2016 la casa editrice è passata sotto il controllo del Gruppo Editoriale Zanichelli di Bologna.